# Euproserpinus erato
Euproserpinus erato är en fjärilsart som beskrevs av Jean Baptiste Boisduval 1868. Euproserpinus erato ingår i släktet Euproserpinus och familjen svärmare. Inga underarter finns listade i Catalogue of Life.